# Mouy-sur-Seine
Mouy-sur-Seine település Franciaországban, Seine-et-Marne megyében. Lakosainak száma 357 fő (2022. január 1.). Mouy-sur-Seine Les Ormes-sur-Voulzie, Saint-Sauveur-lès-Bray, Bazoches-lès-Bray, Bray-sur-Seine, Everly, Jaulnes és Mousseaux-lès-Bray községekkel határos.

## Népesség
A település népességének változása:
| Lakosok száma | 363  | 356  | 360  | 357  | 357  | 359  | 360  | 362  | 357  |
|               | 2013 | 2015 | 2016 | 2017 | 2018 | 2019 | 2020 | 2021 | 2022 |